# 曹熾
曹 熾（そう し、永憙元年（145年） - 光和6年（183年））は、中国後漢時代の人物。字は元盛。父は曹褒。子は曹仁・曹純、孫に曹泰・曹楷・曹範。豫州沛国譙県（現在の安徽省亳州市譙城区）の人。

## 事績
後漢の霊帝の時代までに侍中・長水校尉を務めた。建安25年（220年）、曹丕が魏王に即位すると陳穆侯が追贈され、墓守りの家が10軒つけられた。

### 墓所
『水経注』の巻23「陰溝水」に曹操の一族にまつわる墓所についての記載があり、曹熾の墓所についても触れられている。1970年代に入り、中国安徽省で水経注の記載に基づく考古学調査が行われた際に多くの曹一族の墓所が発見され、曹操の宗族である曹騰や曹嵩、曹熾の父・曹褒らとともに曹熾の墓碑の破片も出土し、そこには水経注記載の文字が刻まれていた。
2001年、墓所一帯は曹操宗族墓群として、中華人民共和国国務院より、同国の全国重点文物保護単位に指定された。